# منتخب فيتنام تحت 23 سنة لكرة القدم
منتخب فيتنام تحت 23 سنة لكرة القدم (بالفيتنامية: Đội tuyển bóng đá U-23 quốc gia Việt Nam) هو ممثل فيتنام الرسمي في المنافسات الدولية في كرة القدم في فئة كرة قدم تحت 23 سنة للرجال، يديريه اتحاد فيتنام لكرة القدم.

## وصلات خارجية
- الموقع الرسمي